# 菅谷村 (岐阜県)
菅谷村（すがだにむら）は、かつて岐阜県武儀郡にあった村である。
現在の関市洞戸菅谷に該当する。

## 歴史
- 1889年（明治22年）7月1日 - 町村制により、菅谷村が発足。
- 1897年（明治30年）4月1日 - 市場村、通元寺村、片村、奥洞戸村、下洞戸村、栗原村、飛瀬村と合併して洞戸村が発足。同日菅谷村は廃止。